# 28983 Omergranek
28983 Omergranek este un asteroid din centura principală de asteroizi.

## Descriere
28983 Omergranek este un asteroid din centura principală de asteroizi. A fost descoperit pe 15 iunie 2001 la Socorro, New Mexico, în cadrul proiectului LINEAR. Asteroidul prezintă o orbită caracterizată de o semiaxă mare de 2,25 ua, o excentricitate de 0,14 și o înclinație de 6,5° în raport cu ecliptica.